# Inês Lobo
Inês Lobo (Lisboa, 1966) es una arquitecta portuguesa distinguida con diversos premios, entres ellos el premio AICA/MC/Millennium BCP, de la Asociación Internacional de Críticos de Arte / Ministerio de la Cultura en 2017.

## Trayectoria
Lobo se formó en 1989 en la Escuela de Arquitectura de la Universidad Técnica de Lisboa. El mismo año, pasó a dar clase en la disciplina de proyecto en la misma Facultad.  Entre 1990 y 1996, trabajó en colaboración con el arquitecto João Luís Carrilho da Graça, su antiguo profesor. En 1996 formó atelier con el arquitecto Pedro Domingos, con quienes trabajó en equipo hasta 2001.
En 2002 formó su propio atelier, Inês Lobo Arquitectos, que desarrolla proyectos en diferentes áreas de trabajo, de la construcción de equipamientos y habitación a la rehabilitación de edificios y espacios públicos.
Es, desde 2000, profesora invitada en la Universidad Autónoma de Lisboa. Formó parte de la representación de Portugal en la Bienal Internacional de Arquitectura de São Paulo (Brasil) de 2009. En 2012 fue comisaria general de la representación oficial portuguesa en la Bienal de Arquitectura de Venecia, con el proyecto Lisbon Ground.
En 2019 fue invitada para presentar uno de los 12 proyectos en el concurso de ideas de la Fundación Calouste Gulbenkian (FCG) para la ampliación del jardín y del antiguo Centro de Arte Moderno (CAM), en Lisboa. En 2020 participó de una exposición promovida por la FCG, con los proyectos de todos los concurrentes invitados: Aires Mateus (Portugal), Barbas Lopes (Portugal), Carla Juaçaba (Brasil), Christ & Gantenbein (Suiza), Inês Lobo (Portugal), John Pawson (Reino Unido), Junya Ishigami (Japón), Menos es Más (Portugal), Pedro Domingos (Portugal), SAMI (Portugal) y Tatiana Bilbao (México).  

## Reconocimientos
- 1999: premio especial del jurado (coautoría con el arquitecto Pedro Domingos) en Sarajevo Concert Hall Competition - 9th and 10th Biennal sea young european and mediterranean artists[11]
- 2000: 1.º clasificado (coautoría con el arquitecto Pedro Domingos) en el concurso público para la elaboración del proyecto de Arquitectura del Parque de las Camélias, Puerto 2001 Capital Europea de la Cultura
- 2001: 1.º clasificado (coautoría con el arquitecto João Gomes de la Siva) en el concurso en dos fases para la elaboración del proyecto de plan de pormenor del Parque Urbano del Tarello-Bréscia y edificios de apoyo, Italia
- 2001: 1.º clasificado en ejecución en el concurso por invitación para la “Elaboración del proyecto de los edificios de realinhamento y espacio público de la Calle D. Maria II, en el Cacém
- 2002: 2.º clasificado (coautoría con el arquitecto João Mendes Ribeiro) en el concurso público para elaboración del proyecto de valorización del Mosteiro de Santa Clara-la-Vieja y terrenos envolventes, Coímbra
- 2014: galardonada con el premio ArcVision - Women and Architecture por los proyectos de la Escuela Secundaria Avelar Brotero, en Coímbra, el Complejo de Artes y Arquitectura de la Universidad de Évora y el Edificio de la Sede Ferreira Construcciones[12]
- 2017: distinguida por la Sección Portuguesa de la Asociación Internacional de Críticos de Arte en la categoría de Arquitectura, por su "recorrido profesional impar"[13]

## Obras seleccionadas
- Escuela Secundaria Francisco Rodrigues Lobo, Leiria (2010)[14]
- Escuela Secundaria Avelar Brotero, Coímbra (2010)[15]
- Habitaciones en banda en el buen Éxito, Óbidos (2013)[16]
- Reutilización de la antigua Fábrica de los Leones : Departamento de Arquitectura y Artes Visuales de la Universidad de Évora, en asociación con Ventura Trindade Arquitectos, Évora (2009)[17]
- Requalificação de la Escuela Secundaria Dr. Mário Sacramento, Aveiro (2010)[13]
- Reutilización de la Escuela Secundaria Joaquim Carvalho, Figueira de la Foz (2008/09)